# Butterfly (SMiLE.dk)
Butterfly è uno dei brani musicali più conosciuti del gruppo svedese SMiLE.dk, tratto dall'album Smile (1998). 
La canzone divenne famosa al di fuori della Svezia quando fu inclusa nel videogioco musicale prodotto dalla Konami Dance Dance Revolution e anche perché, nei primi anni 2000, divenne una suoneria molto usata nei telefoni giocattolo 
Made in China.

## Video
Il video musicale della canzone mostra le due ragazze del gruppo che si ritrovano in un videogioco e, dopo essere arrivate tramite un'astronave a forma di farfalla, vanno in missione per trovare due samurai. Una volta trovati, le due li abbracciano. Dopodiché, tutti e quattro spariscono nella navicella spaziale che è apparsa all'inizio del video.

## Classifiche
| Classifica (1998) | Posizione massima |
| ----------------- | ----------------- |
| Giappone          | 100               |